# 粉紅肉渣
細質地瘦牛肉（英語：Lean finely textured beef，簡稱LFTB），又稱為細質牛肉或無骨瘦牛修切肉（BLBT），俗稱「粉紅肉渣」（英語：Pink Slime），是一種肉類副產品，常被用作免治牛肉或其他牛肉加工食品的添加劑，用以填充或降低免治牛肉的脂肪含量。製作時，廢肉渣經高溫與離心機處理，去除多餘脂肪，所得肉漿再以氫氧化銨或檸檬酸消毒，確保無菌。2001年，美國農業部允許此製品限量供人食用，卻在加拿大因氨氣處理而遭禁，歐盟更全面禁止任何機械分離肉的製作。
2012年3月，ABC新聞報導指，當時美國市面上約七成的免治牛肉摻雜此物，事件引起廣泛關注，不少企業及機構隨後停用含有該成份的相關產品。有指「粉紅肉渣」原本被用作寵物食品及煉製食用油，後來才獲准供人食用。不過，美國食品及藥物管理局負責審批的官員以及主要生產商Beef Products, Inc.（BPI）均於同年4月否認這項說法。
BPI更於同年9月控告ABC誹謗，指其報導失實。至2017年，BPI索賠高達19億美元。最終，ABC於2017年6月28日宣佈和解，賠償至少1.77億美元，據BPI律師稱，這是美國媒體誹謗案史上最高金額。
各地對此製品的規範迥異。美國允許其用於免治牛肉與牛肉加工品，氫氧化銨作為抗菌劑也獲食品藥品監督管理局認可，列入「普遍安全」清單，廣泛應用於布丁與烘焙食品等。然而，加拿大因氨氣禁用此物，歐盟亦禁止其供人食用。消費者團體對此爭議不休，有意見要求禁用「粉紅肉渣」或標明添加劑，亦有聲音指憂心工廠因負面報導關閉，影響生計。
2018年12月，美國農業部食品安全檢查局正式將細質地瘦牛肉重新歸類為「免治牛肉」。

## 生產與成分
將無骨瘦牛修切肉是從牛骨上刮下或壓榨的最後一絲肌肉，經加工製成。製作時，無骨牛肉碎屑被加熱至107—109 °F（42—43 °C），透過離心機去除液化的脂肪，再於滾筒壓縮冷凍機中以90秒快速冷凍至15 °F（−9 °C）。這種冷凍技術由BPI執行長埃爾登·羅斯於1971年發明，能「兩分鐘內冷凍肉品」，自1981年起應用於Beef Products Inc.。這種精瘦牛肉製品常被混入免治牛肉，作為填充物或降低脂肪含量。2012年3月，美國超市販售的免治牛肉約七成含有此成分，連美國製造的熱狗也常以此填充。
在BPI廠房中，牛肉材料被擠壓通過細如鉛筆的管子，同時暴露於氣態氨以殺菌。Cargill Meat Solutions則改用檸檬酸，防範大腸桿菌或沙門氏菌等病菌。氨氣與肉中水分反應生成氫氧化銨，使酸鹼值驟升，破壞微生物；冷凍形成的冰晶刺穿微生物細胞壁，機械壓力則徹底消滅病菌。最終產品經細磨、壓成顆粒或塊狀，快速冷凍後作為添加劑運送。
此製品主要由BPI、嘉吉公司和泰森食品生產及供應。截至2012年3月，產品無需標示，僅國家有機計劃認證的牛肉保證不含這種「粉紅肉渣」。BPI宣稱，其產品含94%至97%精瘦牛肉，脂肪僅3%至6%，營養媲美90%精瘦免治牛肉，富含蛋白質、鐵、鋅和維生素B。經氨處理的細質地瘦牛肉含有約200ppm的殘留氨，略高於普通絞免治牛肉的101ppm。美國規定，含高達15%此製品的牛肉仍可標為「免治牛肉」，2005年前，填充物甚至可佔免治牛肉的25%。
美聯社飲食編輯J·M·赫什曾比較含細質地瘦牛肉的漢堡與傳統漢堡，發現前者氣味相近，但汁液較少，風味稍遜。2002年，美國農業部微生物學家質疑此製品混雜結締組織，不應視為免治牛肉，且營養價值不如正宗免治牛肉。BPI堅稱其產品不含結締組織。自2004年起，美國農業部法規已禁止結締組織用於此類產品。

## 早期應用

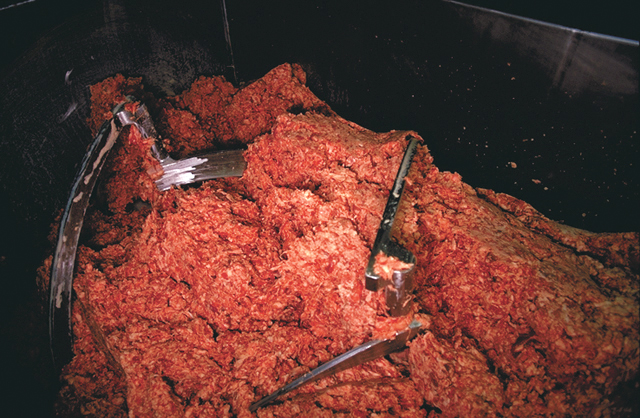
未添加細質地瘦牛肉的純正免治牛肉

1990年，美國農業部食品安全檢查局批准用於生產細緻紋理肉的技術。當時，食品安全檢查局將成品稱為「肉」，但一名微生物學家持異議，認為其中混雜肌肉與結締組織。
1994年，針對牛肉中病原性大腸桿菌的公眾憂慮，BPI 創辦人埃爾登·羅斯著手開發「pH增強系統」，透過氣態無水氨消毒肉類，結合快速冷凍至−2°C 及機械壓力處理。
2001年，食品安全檢查局核准該氣態消毒系統作為滾筒壓縮冷凍機前的一道工序，並允許經處理的產品作為添加劑供人食用。食品安全檢查局採納BPI建議，將氨視為「加工劑」，無需在標籤上列為成分。食品安全檢查局微生物學家卡爾·卡斯特和傑拉爾德·齊恩斯坦反對此項批准，認為該產品非「肉」而是「廢肉渣」，並敦促美國農業部尋求獨立安全驗證，但意見未被採納。2003年，BPI委託愛荷華州立大學研究該消毒過程，結果顯示產品及其含有的絞牛肉無安全疑慮。
2002年，齊恩斯坦在食品安全檢查局內部電郵中首次使用「粉紅肉渣」一詞，形容該產品的「獨特外觀」。他憂心氨未在添加該碎屑的免治牛肉標籤上標示，稱：「我不認為這是免治牛肉，允許其混入免治牛肉形同欺騙標示」。他後來強調，結締組織非「肉」，添加該產品的免治牛肉不應稱為免治牛肉，因其營養與正宗免治牛肉不相當。
2007年，美國農業部認定該消毒過程極為有效，免除「公開販售漢堡肉的例行檢測」。
2009年12月，《紐約時報》刊登調查報導，質疑該處理肉類的安全性，指出部分工藝調整未達效果。這篇報導首次公開以「粉紅肉渣」作為貶義詞。2010年1月，《紐約時報》社論重申報導中的憂慮，但也指出BPI產品未與任何疾病或疫情掛鉤。
2011年4月12日，《Jamie Oliver’s Food Revolution》節目播出，傑米·奧利佛痛批「粉紅肉渣」出現在食品供應和學校午餐中。他一邊向牛肉碎屑潑灑液態氨，一邊解釋該產品並表達反感，說：「只要知道『粉紅肉渣』，沒人想吃它——學生、士兵、老人全都厭惡」。該添加劑進入全國肉類供應引發爭議，部分科學家批評，稱其為「粉紅肉渣」，認為應標示為添加劑，且非一般認定的牛肉。美國肉類協會和Beef Products Inc.反擊，推出YouTube影片，由德克薩斯農工大學的加里·阿卡夫博士質疑奧利佛言論，並為添加劑辯護。

## ABC新聞報導
2012年3月，ABC新聞報導推出11段系列報導，掀起公眾對細質地瘦牛肉的熱議與消費者疑慮。報導形容這項產品為「碎肉片經壓縮後以抗菌劑處理的產物」，令人卻步。細質地瘦牛肉被批為「集約化畜牧業食品生產的典型負面案例」。Center for Science in the Public Interest食品安全計劃律師莎拉·克萊因評論，該產品「雖不討喜，但未必比漢堡常見成分更糟」。營養學家安迪·貝拉蒂則直指其為「病態食品系統的症狀之一」。食品政策作家湯姆·拉斯卡維補充，氫氧化銨僅是美國工業化肉品常添加的諸多化學品之一。
報導指出，當時美國超市販售的絞牛肉有七成混雜此添加劑，而美國農業部將其視為正宗肉類。美國農業部隨即聲明，細質地瘦牛肉安全無虞，長期以來一直是消費品的一部分。其食品安全副部長伊麗莎白·A·哈根強調：「細質地瘦牛肉的生產過程安全可靠，早已行之有年。將其加入免治牛肉不會影響食用安全」。

### 業界回應
面對公眾疑慮，BPI與肉類產業團體強調，細質地瘦牛肉雖經加工，仍是「精瘦牛肉」，只是過去受限於傳統屠宰技術，無法回收利用，直到約20年前新技術問世才得以實現。針對氫氧化銨使用的爭議，BPI 澄清，這種抗菌劑已獲食品安全檢查局核准，列於食品安全檢查局的「普遍安全」名單，廣泛應用於布丁、烘焙食品等其他食品加工。

### 市場反應
多家美國食品巨頭，包括康尼格拉品牌、莎莉公司及卡夫亨氏，公開澄清其產品未使用細質地瘦牛肉。眾多肉類零售商也紛紛表態，強調未採用該添加劑，或承諾即刻停用。
速食連鎖店在「粉紅肉渣」爭議曝光後迅速反應，多數宣布棄用該產品，或強調從未使用。2012年4月，《Concord Monitor》報導，消費者因擔憂添加劑，轉向小型社區市場購買未含細質地瘦牛肉的肉品，帶動這些市場生意上揚。
2012年3月25日，BPI宣佈因應危機，暫停四座工廠中的三座運營。這三廠每日產出約90萬磅細質地瘦牛肉。BPI透露，一週末內失去72家客戶合約，產量從每周500萬磅驟降至低谷時的不到100萬磅。至2012年5月25日，BPI關閉堪薩斯州加登城等三座工廠，銷售損失逾4億美元，裁員700人。2013年，產量進一步萎縮至不到200萬磅。嘉吉公司亦大幅削減細質地瘦牛肉生產，警告公眾對該添加劑的抵制恐推高燒烤季漢堡價格。據嘉吉公司 Beef總裁指，2012年該產品銷售「一夜之間」銳減80%。嘉吉公司關停加利福尼亞州弗農廠，裁員約50人，並放緩德克薩斯州普萊恩維尤牛肉加工廠生產，裁員約2000人。
美國三大超市連鎖等多家雜貨店於2012年3月宣布，停售含細質地瘦牛肉的產品。部分餐廳、雜貨公司及學區也在媒體報導後停止販售或供應相關牛肉。
2012年4月，美國農業部收到肉品加工商請求，盼允許自願標示含細質地瘦牛肉的產品，並計劃在確認標籤準確性後核准。BPI與嘉吉公司隨即計畫為含添加劑的產品加註標示，試圖平息疑慮、重振消費者信心。美國農業部宣佈允許絞牛肉購買選擇後，多個學區表示將拒用含細質地瘦牛肉的牛肉。至2012年6月，美國50州中有47州拒絕在2012–2013學年採購該產品，僅南達科他州教育部、內布拉斯加州和愛荷華州選擇繼續購買。
2012年4月2日，Yucaipa Companies旗下的AFA Foods ，一家生產細質地瘦牛肉的免治牛肉加工商，因「媒體持續關注」導致免治牛肉需求崩盤，申請第11章破產保護。4月3日，芝加哥商品交易所的美國牛肉期貨跌至3.5個月低點，部分歸咎於「粉紅肉渣」風波。牲畜交易商表示：「這重創了需求。長期看，活牛市場或許利好，但短期內無疑是負面衝擊」。

### 政府反應
在BPI四座工廠中的三座停擺後，愛荷華州州長特里·布蘭斯塔德邀請媒體與各界領袖參觀內布拉斯加州南蘇城僅存的BPI工廠。BPI創始人曾於2010年資助布蘭斯塔德競選，並支持其他候選人。布蘭斯塔德向ABC新聞澄清，捐款與此次活動無關。德克薩斯州州長里克·佩里、內布拉斯加州副州長里克·希伊、堪薩斯州州長薩姆·布朗巴克及南達科他州副州長馬特·米歇爾斯聯袂到訪，試圖駁斥「誤導資訊」，平息他們口中的「消費者過度恐慌」。這場公關活動推出口號：「老兄，這就是牛肉！」參訪期間，記者被禁止向BPI員工提問。BPI批評社交媒體與ABC新聞「嚴重扭曲」其產品形象，最終對ABC新聞提起誹謗訴訟。2012年3月28日，布蘭斯塔德警告：「若將這產品下架，將導致肉品更肥膩、價格攀升，還會加劇美國的肥胖危機。」喜互惠等停售該產品的零售商則承諾，不會調漲牛肉價格。布蘭斯塔德進一步表示，將敦促愛荷華公立學校繼續使用含細質地瘦牛肉的免治牛肉，並計畫致函各校，鼓勵持續採購。
2012年3月22日，緬因州眾議員切莉·平格里領銜41名國會民主黨人，致函美國農業部部長湯姆·維爾薩克，批評「讓貧困地區學生食用低劣肉渣，形同打造雙重標準的學校午餐」，要求全面禁用細質地瘦牛肉。蒙大拿州參議員喬恩·泰斯塔同期公開呼籲維爾薩克，將「粉紅肉渣」從學校午餐剔除，改用「高品質蒙大拿牛肉」。泰斯塔透露，他將推動新農場法案，賦予學校更大彈性使用美國農業部資金，優先採購本地農產品。

### 學校午餐
公眾對「粉紅肉渣」的強烈反彈，部分源自Change.org上的請願活動，逾25萬人簽名要求禁用細質地瘦牛肉於學校午餐。在家長與消費者團體的壓力下，美國農業部宣布，自2012年秋季起，學區可自行選擇使用含或不含細質地瘦牛肉的免治牛肉。CBS新聞揭露，芝加哥公立學校的午餐可能曾供應含「粉紅肉渣」的肉品。
許多學區直接從美國農業部採購牛肉，卻無從得知其成分。2012年，美國農業部計劃為全國學校午餐採購700萬磅精瘦牛肉。美國農業部發言人麥克·賈維斯透露，過去一年全國學校午餐訂購的1.17億磅牛肉中，約6%為細質地瘦牛肉。根據加利福尼亞州教育部數據，去年加利福尼亞州學校從美國農業部取得的牛肉中，可能有0至近300萬磅含細質地瘦牛肉。美國農業部估計，含細質地瘦牛肉的免治牛肉比不含的成本低約3%。

### BPI訴ABC新聞
2012年9月13日，BPI對ABC新聞提起12億美元訴訟，案名《Beef Products, Inc.訴美國廣播公司》 ，鎖定ABC新聞及三名記者（黛安·索耶、吉姆·阿維拉、大衛·克利）等人，指控其在一個月內連續發表近「200項虛假、誤導且具誹謗性的陳述」，構成「產品貶損」及「干擾商業關係」。BPI指控 ABC新聞的系列報導是針對細質地瘦牛肉的「精心策劃的誤導宣傳」。
ABC新聞駁斥指控，稱訴訟毫無根據，並試圖將案件從南達科他州法院移至聯邦法院。2013年6月，聯邦法官將案件發回州法院。2014年3月27日，州法院法官謝麗爾·格林駁回ABC的撤銷動議，允許誹謗訴訟繼續推進。黛安·索耶的簡易判決動議獲准，免除其被告身份。
訴訟於2017年6月5日在南達科他州埃爾克波因特開庭，法庭為此特別改建。原預計耗時8週的審判，僅三週便以和解告終。法院認定BPI為公眾人物，需證明ABC具「實際惡意」才能勝訴。ABC由Williams & Connolly律師事務所辯護，BPI則聘請Winston & Strawn律師事務所。南達科他州的《食品誹謗法》若判BPI勝訴，賠償可能高達57億美元。
2017年6月28日，ABC與BPI達成和解，訴訟畫下句點，條款未公開。華特迪士尼財報顯示，和解金額至少1.77億美元。

## 當前應用
2012年3月，美國絞牛肉有七成混雜細質地瘦牛肉，但一年後的2013年3月，肉類產業估計該比例銳減至僅5%。這波劇變很大程度上源於當年「粉紅肉渣」爭議的媒體熱潮。零售巨頭克羅格和Supervalu Inc.已全面停用該添加劑。
自2014年起，嘉吉公司開始為產品加註「含細質地瘦牛肉」標籤。隨著2014年兩年內牛肉價格飆升27%，零售商尋求低價肉屑製作漢堡，加工商也開發新品融入細質地瘦牛肉，其生產量略有回升。嘉吉公司高層宣稱，銷售額幾乎全面復甦，激增三倍。BPI亦自2012年3月起重獲40家客戶青睞，主要是供應零售商及美國農業部的加工商與肉餅製造商，但其產品未加標示。
2018年12月，美國農業部食品安全檢查局將細質地瘦牛肉正式改列為「免治牛肉」。這一轉變源於BPI提交的新製程與「新產品」，獲該機構認可可標示為「免治牛肉」。

## 監管規範

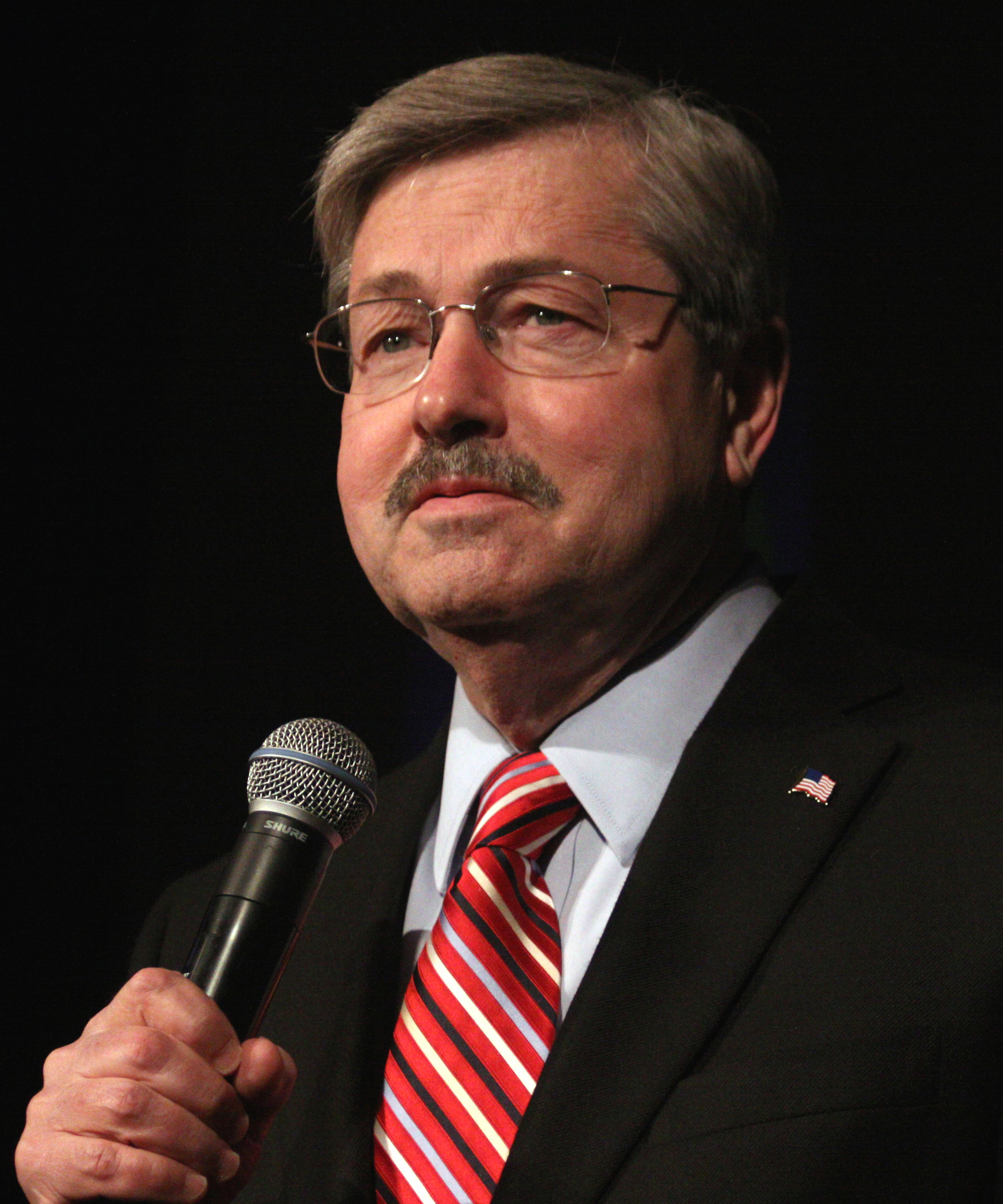
前愛荷華州州長特里·布蘭斯塔德力挺將細質地瘦牛肉用於牛肉製品。

在美國，細質地瘦牛肉不直接面向消費者銷售，可佔絞牛肉最多15%而不需特別標示，並能混入牛肉基加工肉品。美國農業部嚴禁細質地瘦牛肉含脊髓、牛腸等器官肉、骨頭或肌腱等結締組織，並要求其碎屑達到與其他牛肉一致的微生物安全標準。
因BPI在加工中使用氫氧化銨，其細質地瘦牛肉在加拿大遭禁。加拿大衛生部明確表示：「加拿大禁止在免治牛肉或肉類生產中使用氨。」依據《食品和藥品法》，進口肉品須符合國內標準，細質地瘦牛肉因此無法入境。然而，加拿大允許嘉吉公司以檸檬酸製成的細質牛肉用於免治牛肉，並在特定條件下標示為「免治牛肉」。
歐盟則全面禁止使用牛、羊或山羊的骨頭或帶骨切塊生產機械分離肉。

## 公眾反響
細質地瘦牛肉的加工方式及其性質，讓許多人擔心它可能危害健康，儘管至今未有因食用該產品引發的食源性疾病案例。媒體的密集報導大幅削弱消費者對其作為免治牛肉添加劑的接受度。
紅羅賓委託哈里斯民調於2012年4月4日發布的調查顯示，88%的美國成年人聽過「粉紅肉渣」爭議。在這些知情者中，76%表示「至少有些擔憂」，其中30%「極為不安」。超過半數（53%）的知情受訪者採取行動，或是仔細檢查購買與食用的免治牛肉，或乾脆減少甚至停吃免治牛肉。

## 立法爭議
部分消費者團體強烈要求禁用「粉紅肉渣」或強制標示牛肉中的添加劑。然而，BPI發言人反駁，認為無需特別標示，反問：「這是純牛肉，還需要標什麼？我們只會說這是100%牛肉！」
反對聲浪中，全國消費者聯盟卻對公眾的激烈反應及因此導致的工廠關閉深感遺憾，批評媒體散布關於細質地瘦牛肉的「嚴重謠言」，重創產業。美國消費者聯合會也表達憂慮，稱工廠關閉「令人惋惜」，並擔心免治牛肉可能改用「未經嚴格安全處理的替代品」。許多消費者抱怨，含細質地瘦牛肉的免治牛肉未明確標示，讓他們無法放心選購。紐澤西州參議員羅伯特·曼南德茲因此敦促美國農業部制定超市免治牛肉的強制標示規範，確保消費者能清楚知情、自由選擇。

## 伸延閱讀
- He, Ying; Sebranek, Joseph G. . Asl R1361. 1997  [2013-01-24] （英语）.
- Van Laack, Riëtte L.J.M; Berry, B.W.; Solomon, M.B. . Journal of Muscle Foods. 1997-09, 8 (3): 287–299. doi:10.1111/j.1745-4573.1997.tb00633.x （英语）.
- Schaefer;  et al. . United States Patent Number 5,965,184. United States Patent and Trademark Office. 1999-10-12  [2012-07-22] （英语）.
- Roth, Elden. . United States Patent Number 6,565,904 B2. United States Patent and Trademark Office. 2003-05-20  [2012-07-22] （英语）.
- Meece, Mickey. . Forbes. 2012-03-27  [2012-07-18] （英语）.
- LeVaux, Ari. . The Atlantic. 2012-03-23  [2016-03-25] （英语）.
- Gruley, Bryan; Campbell, Elizabeth. . Bloomberg. 2012-04-12  [2012-07-19] （英语）.
- Glen, Barb. . The Western Producer. 2012-06-22  [2012-07-18] （英语）.
- Russell, Joyce. . NPR. 2014-06-19  [2016-03-24] （英语）.
- Isidore, Chris. . CNN Money. 2014-08-13  [2016-03-25] （英语）.

## 外部鏈接
- .   [2025-05-13] （英语）.
- . McDonald's official website.   [2025-05-13] （英语）.
- . McDonald's official website.   [2025-05-13] （英语）.